# Gabriel Garcia de la Torre
Gabriel Garcia, més conegut com a Gabri (Sallent, 10 de febrer de 1979), és un exfutbolista català. Jugava com a migcampista, i el seu primer equip va ser el FC Barcelona. Posteriorment va passar per l'Ajax d'Amsterdam, i va acabar la seva carrera jugant en els equips suïssos FC Sion i FC Lausanne-Sport. Com a jugador, va ser internacional amb la selecció espanyola. Actualment és entrenador.

## Carrera de club
Començà a jugar amb els equips base del Centre d'Esports Sallent, on seguidament passà al Centre d'Esports Sabadell, i finalment fitxa pel FC Barcelona. Jugador important del planter barcelonista, va pujar al primer equip al costat de Xavier Hernández. Després d'un inici vacil·lant amb el filial es va anar consolidant fins a aconseguir un lloc a l'onze titular.
La seva capacitat d'adaptar-se a diferents posicions (migcampista ofensiu, interior, mig centre o lateral - sempre per la banda dreta -) l'han convertit en un jugador molt polivalent i del grat de la majoria de tècnics que ha tingut.
Ha estat internacional per pràcticament totes les categories inferiors de la selecció espanyola, arribant a debutar amb l'absoluta, sota les ordres d'Iñaki Sáez l'any 2003 en un partit davant l'Equador. El tècnic basc va seguir confiant en ell i Gabri va rebre el premi al seu treball entrant a la convocatòria de l'Eurocopa 2004 de Portugal.
La temporada 2004-05 va patir una greu lesió al genoll dret el 23 de setembre del 2004 en un partit al Camp Nou davant el Saragossa. Després de 8 mesos de recuperació el de Sallent va poder participar en els últims partits del campionat i celebrar amb els seus companys el títol de lliga, el seu primer gran èxit amb el club.
El juny de 2006 concretà el seu fitxatge per l'Ajax d'Amsterdam després de set temporades al primer equip del FC Barcelona. A l'equip d'Àmsterdam va esdevenir titular indiscutible amb Henk ten Cate com el seu entrenador, marcant gols de mitjana distància, alguns de vital importància.
El maig de 2010, després d'haver jugat poc en l'Ajax l'última temporada, va fitxar per l'Umm-Salal Sports Club de la Lliga qatariana de futbol. L'estiu de 2011, en acabar la temporada qatariana, fitxa pel FC Sion de la Superlliga Suïssa on hi va disputar 5 partits, sent un dels protagonistes de les inscripcions irregulars que van costar al club una sanció màxima. Al final de la temporada 2011/12 es queda en Suïssa, però fitxa pel FC Lausanne-Sport El juny del 2012 penja les botes i es converteix en el nou assistent tècnic per la temporada 2012/2013 al FC Sion del nou entrenador Sébastien Fournier.

### Entrenador
Immediatament després de retirar-se va retornar a Barcelona com a tècnic assistent del FC Barcelona B.
El juliol de 2015, com a part de la reactivació impulsada pel nou director Josep Segura, Gabri va canviar de funcions en el club, i va esdevenir entrenador del Juvenil A del Barça. El setembre de 2017 va renovar el seu contracte com a entrenador del Juvenil A del Barça. L'octubre de 2017 el FC Barcelona i el FC Sion van arribar a un acord que permetria el conjunt suís el fitxatge de Gabri, i del seu assistent, Albert Jorquera.

## Internacional
Ha estat internacional absolut en tres ocasions amb la Selecció espanyola. Va debutar com a internacional el 30 d'abril de 2003 en el partit Espanya 4 - 0 Equador. Va ser un dels 23 escollits per Iñaki Sáez per disputar l'Eurocopa 2004, encara que no va disputar ni un sol partit. Des d'aleshores no ha estat convocat més a la selecció.
Els majors èxits internacionals els va obtenir amb la selecció espanyola sub-20: campió del món sub-20 el 1999 i medalla de plata als Jocs Olímpics de Sidney 2000.

## Palmarès

### Campionats nacionals
- 2 Lligues espanyoles (2004-2005 i 2005-2006)
- 2 Supercopa Espanyola (FC Barcelona),(2005), (2006).
- 2 Copa Catalunya (FC Barcelona, temporades 03-04 i 04-05)
- 1 Supercopa neerlandesa de futbol (Ajax d'Amsterdam), 2007.
- 1 Copa neerlandesa de futbol (Ajax d'Amsterdam), 2007.

### Copes internacionals
- 1 Campionat del Món Sots-20 (Nigèria 1999)
- 1 Copa d'Europa (2006)